# 하인츠 힐페르트

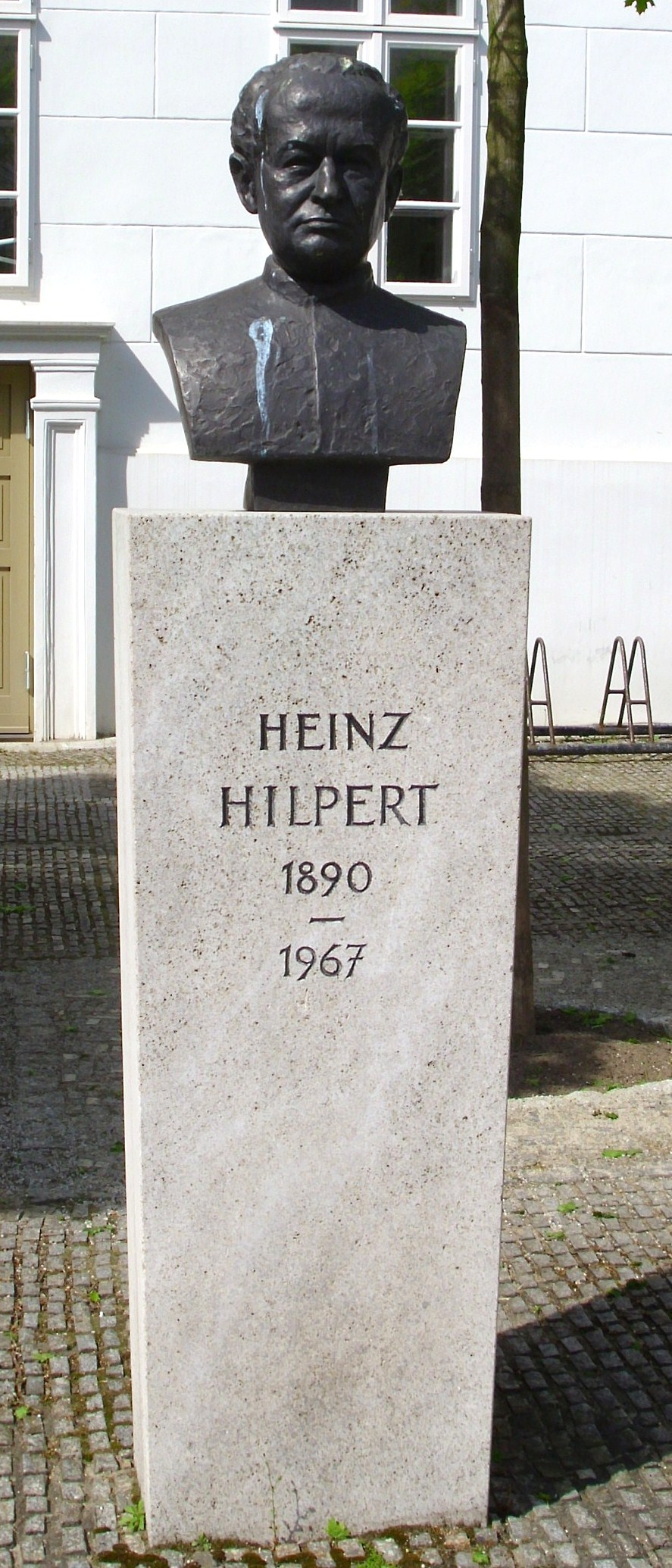
하인츠 힐페르트의 동상

하인츠 힐페르트(독일어: Heinz Hilpert, 1890년 3월 1일 ~ 1967년 11월 25일)는 독일의 연출가다. 추크마이어를 따르며 라인하르트의 유산을 계승했다. 펠링과 함께 서독에서는 지도적 입장에 있었다.